# Três Verões
Três Verões és una pel·lícula de comèdia dramàtica brasilera de 2020 dirigida per Sandra Kogut. En una coproducció entre Brasil i França, la pel·lícula explica la història dels grans esquemes de corrupció que han marcat la història brasilera des de la perspectiva dels funcionaris que presten serveis als implicats en actes criminals. És protagonitzada per Regina Casé i també compta amb Rogério Fróes, Otávio Müller, Gisele Fróes i Jéssica Ellen als altres personatges principals.
Três Verões es va estrenar mundialment el setembre de 2019 al Festival Internacional de Cinema de Toronto i es va estrenar al Brasil el 16 de setembre de 2020 per Vitrine Filmes. La pel·lícula va rebre crítiques diverses per part dels experts. En general, la pel·lícula va rebre elogis per la manera en què barreja la ironia en el seu fort tema i les actuacions del repartiment, però va rebre crítiques negatives per no representar els esdeveniments d'Operação Lava Jato amb més profunditat.
L'actuació de Regina Casé com a minyona Madá va ser àmpliament aclamada per la crítica i va rebre nominacions a importants premis cinematogràfics, com el Grande Otelo, el Premi Guarani i el premi Platino, en les categories de millor actriu. En la 20a edició del Grande Otelo, promogut per l'Academia Brasileira de Cinema, la pel·lícula també va rebre sis nominacions més, entre elles millor director, millor actor (Rogério Fróes), millor actor secundari (Otávio Müller), millor actriu secundària (Gisele Fróes), millor guió original i millor muntatge. A més del 26è premi guaraní, a més de la millor actriu, la pel·lícula també va ser nominada a les categories de millor actor de repartiment (Rogério Fróes) i millor repartiment.

## Sinopsi
L'Edgar (Otávio Muller) i la Marta (Gisele Fróes) són una parella amb un gran poder adquisitiu que, cada estiu, entre les festes de Nadal i Cap d'Any, reben els seus amics i familiars per celebrar llurs aniversaris a la seva mansió que està vora el mar. Tanmateix, qui realment gestiona i organitza la casa i els empleats de la mansió és la Madalena (Regina Casé). Somia amb comprar terrenys per poder obrir el seu propi negoci. La Madalena demana ajuda al seu cap, que li presta diners per descomptar-li del sou cada mes, sense imaginar-se quant s'involucraria en el seu negoci corrupte. La pel·lícula mostra esdeveniments en tres dates: desembre de 2015, desembre de 2016 (quan Edgar és detingut) i desembre de 2017.

## Repartiment
- Regina Casé com Madalena dos Santos Marins (Madá)
- Rogério Fróes com Seu Lira
- Otávio Müller com Edgar Lira
- Gisele Fróes com Marta Lira
- Jéssica Ellen com Vanessa
- Edmilson Barros com Elísio Santana
- Vilma Melo com Cida
- Paulo Verlings com Emerson
- Daniel Rangel com Lucas Lira (Luca)
- Carla Ribas com Branca
- Charles Fricks com João Paulo
- Saulo Arcoverde com Jonas
- Carolina Pismel com Jana
- Alli Willow como Jessy
- Gustavo Machado com Policial Federal

## Producció

### Desenvolupament
La pel·lícula està dirigida per la cineasta Sandra Kogut, que es va donar a conèixer per obres com Mutum (2007) i Campo Grande (2015), el seu tercer llargmetratge de ficció. El guió també va ser escrit per la directora en col·laboració amb Iana Cossoy Paro i segueix un patró episòdic, que transcorre durant tres estius consecutius (d'aquí la inspiració per al títol de l'obra), entre el 2015 i el 2017. Kogut estava treballant en una altra pel·lícula quan ho va deixar tot per fer Três Verões. Segons ella, la seva principal inspiració va ser retratar els esdeveniments que estaven tenint una gran repercussió com a conseqüència dels escàndols que van implicar l'Operação Lava Jato. No obstant això, no volia retratar els implicats directament amb la corrupció, sinó el trastorn que es va produir en la vida dels que els envoltaven, com els treballadors de casa seva. A la pel·lícula, aquesta mirada es dona a través del personatge Madá, interpretat per Regina Casé.
La major part de la pel·lícula té lloc en un sol lloc, una casa d'estiu situada en un condomini de luxe a Angra dos Reis, a Rio de Janeiro. Tanmateix, el rodatge es va dur a terme en dos entorns diferents. Les escenes que tenen lloc fora de la casa es troben en un altre entorn, diferent de les escenes que tenen lloc a l'interior de la casa. Sandra Kogut pretenia que tot l'equip de filmació visqués en una casa durant el rodatge, però això no va ser possible a causa del poc temps disponible i del pressupost de producció.

### Repartiment
A diferència de les produccions anteriors del cineasta, que barrejaven ficció i documental, el repartiment d'aquesta pel·lícula està compost íntegrament per actors professionals. Per la composició dels personatges, la Sandra va fer un treball d'immersió a l'argument amb els actors. Abans de les gravacions, va demanar a Gisele Fróes i Daniel Rangel, que interpreten a la mare i el fill a la pel·lícula, que passessin un cap de setmana junts, que anessin a la platja a prendre un gelat junts, com una mena de laboratori per als seus papers. En lloc de contractar extres, el director va demanar als actors que convidessin els seus amics reals a rodar escenes, com ara l'escena inicial de l'amic invisible.
La pel·lícula va suposar el retorn de Regina Casé als cinemes després de cinc anys de la seva darrera actuació a la pel·lícula premiada Que Horas Ela Volta? (2015), d'Anna Muylaert. Regina i Sandra són amigues des de fa molt temps, l'any 1995 van gravar el curtmetratge Lá e Cá.

## Llançament

### Festivals
Três Verões es va estrenar oficialment el 5 de setembre de 2019 al Canadà, projectat al World Contemporary Cinema del [[[Festival Internacional de Cinema de Toronto]]. La pel·lícula es va estrenar als Estats Units assistint al Festival Internacional de Cinema de Hamptons el 14 d'octubre de 2019. A terra brasilera va tenir lloc la primera projecció oficial. el 19 d'octubre quan va ser seleccionat per la Mostra Internacional de Cinema de São Paulo. El 31 d'octubre de 2019 es va estrenar a Turquia durant el Festival de Cinema Golden Orange d'Antalya, participant en la mostra competitiva de cinema, que va guanyar un altre premi a la millor actriu per Regina. Als Països Baixos, la pel·lícula va participar al Festival Internacional de Cinema de Leiden. Es va tornar a mostrar al Brasil al Festival do Rio, el 14 de desembre, on Regina Casé va rebre elogis i va ser escollida amb el Troféu Redentor meu. millor actriu.
Durant l'any 2020, Três Verões també ha recorregut circuits de festivals. A França, va estar a dos festivals: Festival Le Temps Presse, el 24 de gener, i al Festival de Cinema Brasiler de París, l'1 de juliol. Estrenada a Suècia com a seleccionada per al Festival de Cinema de Göteborg. Va rebre el reconeixement a Espanya durant el Festival de Cinema de Màlaga, on va rebre el premi premi especial del jurat de la crítica i el premi a la millor actriu per Regina Casé. El 9 d'octubre va tornar a participar en un festival als Estats Units, el Valley Film Festival.

### Al Brasil
Inicialment, l'estrena comercial de la pel·lícula estava programada per al 19 de març de 2020, però l'estrena va coincidir amb l'empitjorament de la transmissió de COVID-19 a tot el país, la qual cosa va provocar la prohibició que les sales de cinema romanguessin obertes indefinidament. Abans de l'acte, es van fer algunes rodes de premsa i actes de preestrena amb el director, l'equip tècnic i alguns actors del repartiment, entre ells la protagonista Regina Casé.
Després d'un llarg viatge per festivals de cinema d'arreu del món, Três Verões es va estrenar al Brasil exclusivament al servei streaming Telecine i també als seus canals de televisió de pagament. La decisió de no estrenar la pel·lícula a les sales va ser del director i distribuïdor de la pel·lícula perquè, a causa de la pandèmia per COVID-19, els cinemes brasilers estaven tancats i l'equip va optar per no esperar la reobertura. La pel·lícula es va projectar per primera vegada el 16 de setembre de 2020.

### Distribució internacional
Três Verões es va distribuir comercialment a diversos països. Fins i tot abans del seu debut al Brasil, es va estrenar als cinemes de França l'11 de març de 2020, distribuït per Paname Films. Als Estats Units va tenir sessions limitades a partir del 27 de novembre de 2020. A Austràlia es va estrenar el 24 de juny de 2021. A Polònia, la pel·lícula va arribar als cinemes el 16 de juliol de 2021. A Espanya, inicialment, només es va estrenar a la ciutat de Madrid el 5 de juliol, però es va distribuir amb sessions limitades a la resta del país 6 d'agost de 2021. A Portugal, Três Verões es va comercialitzar a partir del 12 d'agost de 2021.

## Recepció

### Resposta de la crítica
Des que va començar al circuit de festivals de cinema, Três Verões ha guanyat diversos reconeixements, sobretot per l'actuació de la protagonista Regina Casé, que va ser molt premiada. Entre els crítics especialitzats, l'acollida va ser tèbia. Hi va haver alguns problemes amb el guió, però es van compensar amb l'actuació del repartiment. La coneguda crítica de cinema Isabela Boscov va incloure la pel·lícula com una de les seves preferides del 2020.
Francisco Russo, escrivint pel website AdoroCinema, va valorar la pel·lícula com a "Bona", amb una puntuació de 3,5 sobre 5, i va escriure: "Plena de subtileses tan valuoses, Três Verões és una pel·lícula que s'apropia de la realitat brasilera per fer un estudi microscòpic del fracàs de la seva societat, almenys en relació al caràcter humanitari en la seva estructura d'empresaris i empleats. Mèrit també per Regina Casé en un personatge molt semblant al dels seus programes a Rede Globo en el sentit de buscar l'argot popular, com a mitjà de comunicació, però també capaç de moure. També pel misteri que envolta la seva veracitat dins la narrativa establerta. Bona pel·lícula, que té molt a dir sobre el moment actual del país."
Natália Bridi del website Omelete va reflexionar sobre l'actuació de Regina Casé com a fonamental per a la interpretació de la pel·lícula, dient: "Com que és episòdic, Três Verões depèn completament del talent de Casé per guanyar coherència. Ella és l'ànima i també la base de la pel·lícula. Quan no és en escena, fins i tot per un breu moment, tot perd pes. Això es torna encara més evident en el tercer acte, que aprofita el vincle entre Madá i Seu Lira (Rogério Fróes), el patriarca de la família deixat enrere entre escàndols i separacions, per construir la seva conclusió. Sempre com a agent de solucions -capaç de fer sushi de botifarra per agradar als que no mengen peix cru -es queda en una postura passiva. Quan se li escapa del control, l'arc que s'ha anat construint lentament al voltant del carisma de Casé cau en una senzilla recepta per a una conclusió emocional, encara que sigui una recompensa benvinguda pels seus esforços."

### Exibició en TV oberta
El 27 d'abril de 2022, la pel·lícula es va projectar a la sessió de Cinema Especial en el prime time de TV Globo. L'exhibició de la pel·lícula va tenir bones valoracions, convertint-se en la pel·lícula més vista de l'any a la televisió brasilera, fins aleshores, registrant 18,1 punts de qualificació a la Regió Metropolitana de São Paulo.

## Premis i nominacions

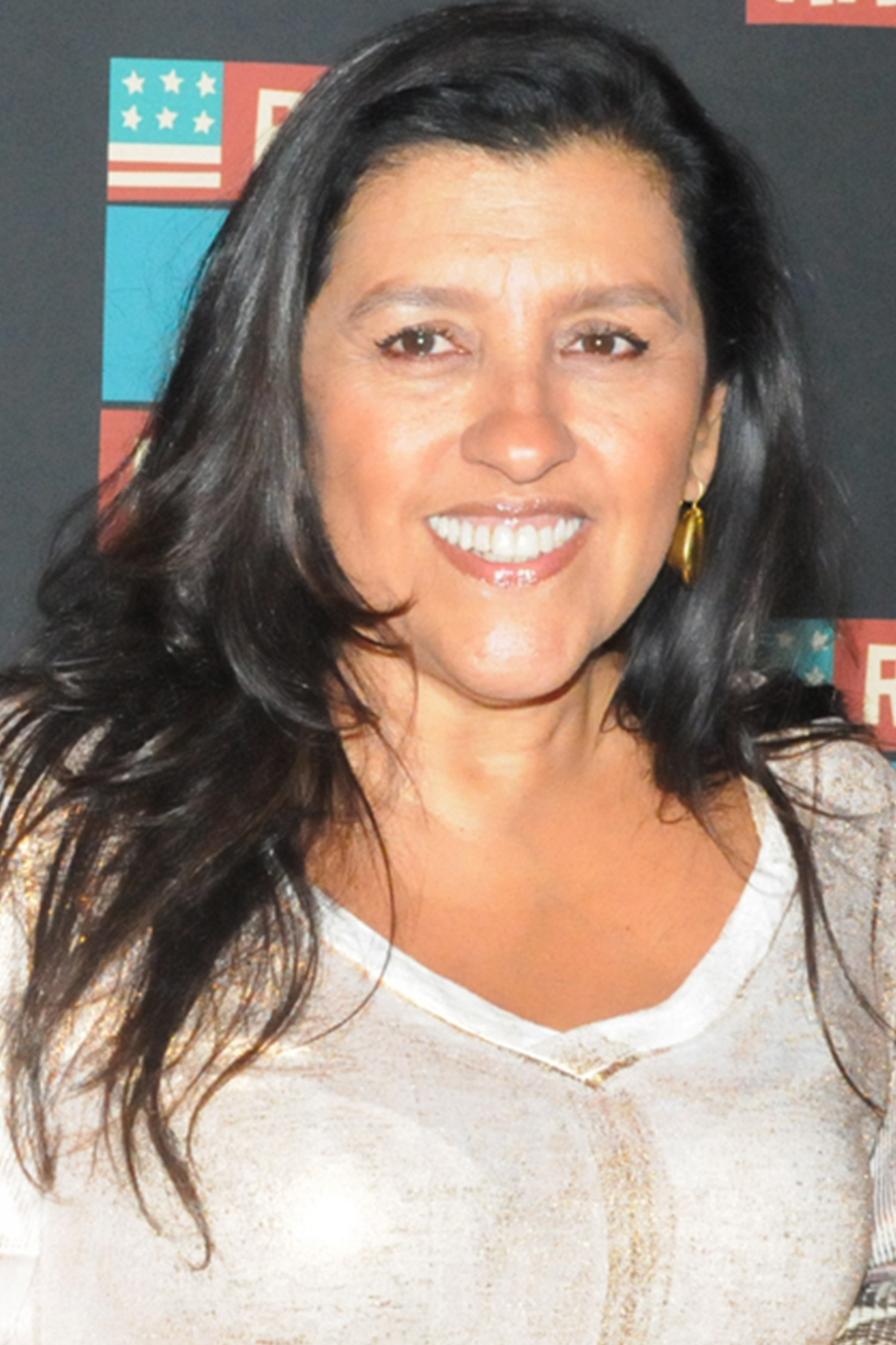
La performance de Regina Casé va rebre l'aclamació de la crítica i li va valer una nominació a Grande Othello a la millor actriu.

La pel·lícula va ser presentada a premis de festivals a diversos països. A Cuba, al Festival Internacional del Nou Cinema Llatinoamericà de l'Havana, va rebre el Trofeu Coral en la categoria de millor muntatge per a Sérgio Mekler i Luísa Marques, a més d'haver competit pel gran premi al millor pel·lícula. Va ser presentada a l'Antalya Orange Film Festival, a Turquia, on va aconseguir la gesta de rebre el premi a la millor actriu per Regina Casé a la Mostra competitiva de pel·lícules internacionals, on també va competir a la millor pel·lícula. A Espanya, la pel·lícula va ser escollida pel jurat crític del Festival de Cinema de Màlaga per al premi especial a la millor pel·lícula. pel·lícula. En la mateixa cerimònia, Regina Casé va rebre el trofeu Bisnaga de Plata a la millor actriu. Regina també va rebre el Troféu Redentor a la millor actriu al Festival do Rio.
A la 20a edició del Grande Otelo, premi de l'Acadèmia Brasilera de Cinema, Três Verões va quedar finalista en sis categories: millor director, millor actriu per Regina Casé, millor actor per Rogério Fróes, millor actor secundari per Otávio Müller, millor actriu secundària per Gisele Fróes, millor guió original i millor maquillatge. Al Prêmio Guarani, el principal guardó concedit per la crítica brasilera, va rebre tres nominacions: millor actriu per Regina Casé, millor actor de repartiment  per a Rogério Fróes i millor repartiment.
En la VIII edició dels Premis Platino, Três Verões va liderar la llista de produccions brasileres a la llista curta, sent preseleccionada en set categories.Però només va aconseguir ser finalista en la categoria de millor actriu, amb Regina Casé nominada al premi.

### Llista de premis i nominacions
| Any  | Certamen                                                         | Categoria                        | Receptor(s)                     | Resultat  | Ref.   |
| ---- | ---------------------------------------------------------------- | -------------------------------- | ------------------------------- | --------- | ------ |
| 2019 | Antalya Golden Orange Film Festival                              | Millor pel·lícula                | Sandra Kogut                    | Guanyador | [ 24 ] |
| 2019 | Antalya Golden Orange Film Festival                              | Millor actriu                    | Regina Casé                     | Guanyador | [ 24 ] |
| 2019 | Festival Internacional del Nou Cinema Llatinoamericà de l'Havana | Millor pel·lícula                | Sandra Kogut                    | Nominat   | [ 23 ] |
| 2019 | Festival Internacional del Nou Cinema Llatinoamericà de l'Havana | Millor edició                    | Sérgio Mekler i Luísa Marques   | Guanyador | [ 23 ] |
| 2019 | Festival do Rio                                                  | Millor actriu                    | Regina Casé                     | Guanyador | [ 23 ] |
| 2020 | Festival de Màlaga                                               | Premi especial del jurat         | Sandra Kogut                    | Guanyador | [ 13 ] |
| 2020 | Festival de Màlaga                                               | Millor actriu                    | Regina Casé                     | Guanyador | [ 13 ] |
| 2020 | Festival de Màlaga                                               | Millor pel·lícula Iberoamericana | Sandra Kogut                    | Nominat   | [ 13 ] |
| 2021 | Grande Prêmio do Cinema Brasileiro                               | Millor direcció                  | Sandra Kogut                    | Nominat   | [ 5 ]  |
| 2021 | Grande Prêmio do Cinema Brasileiro                               | Millor actriu                    | Regina Casé                     | Nominat   | [ 5 ]  |
| 2021 | Grande Prêmio do Cinema Brasileiro                               | Millor actor                     | Rogério Fróes                   | Nominat   | [ 5 ]  |
| 2021 | Grande Prêmio do Cinema Brasileiro                               | Millor actriu secundària         | Gisele Fróes                    | Nominat   | [ 5 ]  |
| 2021 | Grande Prêmio do Cinema Brasileiro                               | Millor actor secundari           | Otávio Müller                   | Nominat   | [ 5 ]  |
| 2021 | Grande Prêmio do Cinema Brasileiro                               | Millor guió original             | Sandra Kogut i Iana Cossoy Paro | Nominat   | [ 5 ]  |
| 2021 | Grande Prêmio do Cinema Brasileiro                               | Millor muntatge                  | Sérgio Mekler e Luísa Marques   | Nominat   | [ 5 ]  |
| 2021 | Prêmio Guarani de Cinema Brasileiro                              | Millor actriu                    | Regina Casé                     | Nominat   | [ 27 ] |
| 2021 | Prêmio Guarani de Cinema Brasileiro                              | Millor actor secundari           | Rogério Fróes                   | Nominat   | [ 27 ] |
| 2021 | Prêmio Guarani de Cinema Brasileiro                              | Millor repartiment               | Marcela Altberg                 | Nominat   | [ 27 ] |
| 2021 | VIII edició dels Premis Platino                                  | Millor actriu                    | Regina Casé                     | Nominat   | [ 26 ] |